# M-72
Le M-72 était une moto construite par l'Union soviétique. Conçue pour remplacer les deux grosses motos utilisées par l'Armée rouge — la  TIZ-AM-600 et la PMZ-A-750 — qui se montrèrent inefficace au cours de la Guerre d'Hiver avec la Finlande et qui étaient considérées comme techniquement dépassées. Le modèle de remplacement choisi fut la BMW R 71 qui avait été rejeté par la Wehrmacht pour remplacer la BMW R 12. À la suite du Pacte germano-soviétique les mesures juridiques, politiques et économiques étaient en place pour que BMW puisse transférer les plans, l'outillage et la formation pour la fabrication de motos et side-car militaires .

## Historique

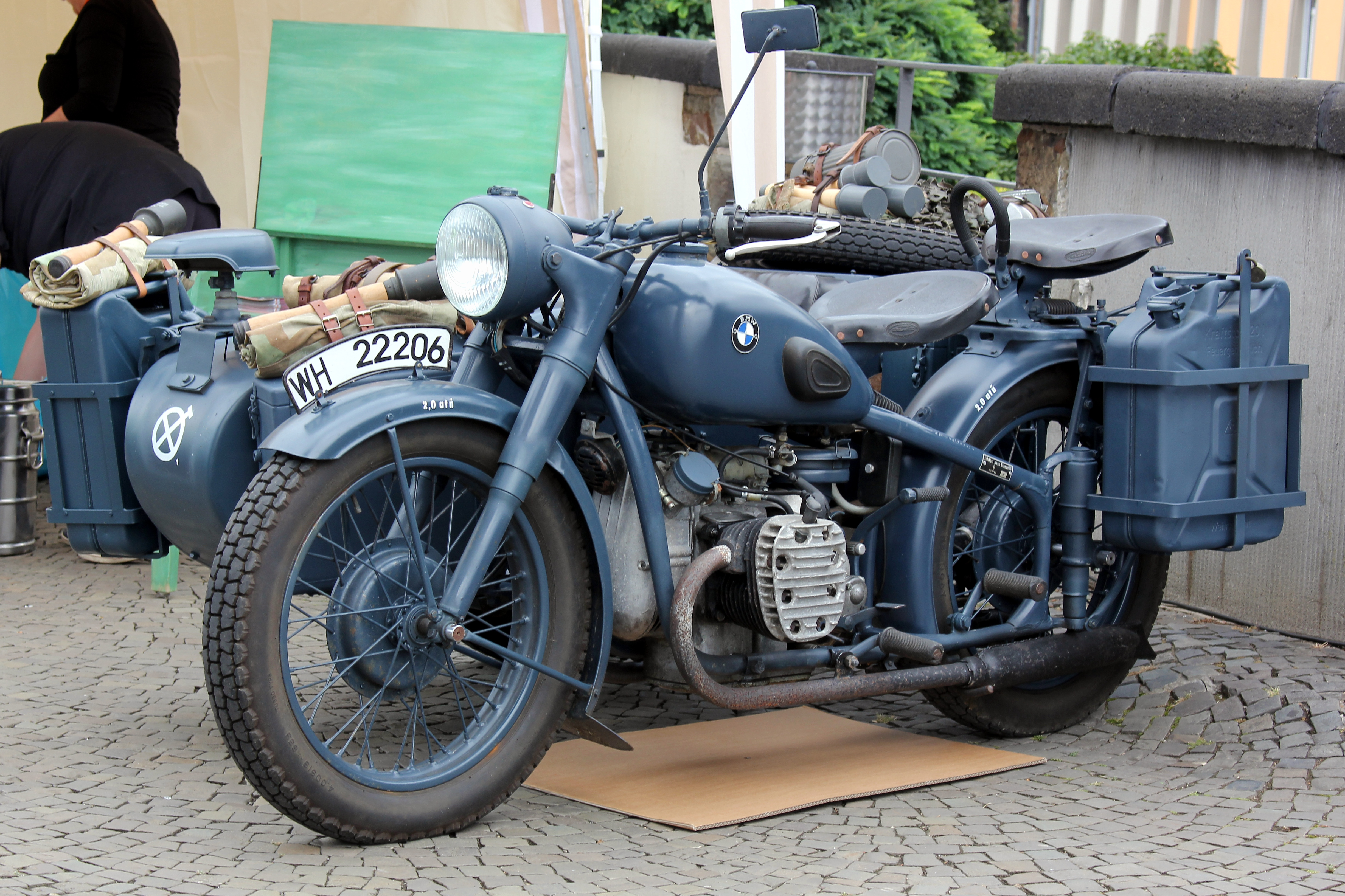
BMW R 71

La production était destinée à trois usines situées à Moscou, Leningrad et Kharkov avec des pièces détachées provenant de plusieurs autres usines. Seule l'usine de Moscou MMZ produisait des motos complètes avant l'invasion allemande et le début du Front de l'Est.
L'usine de Moscou fut déplacée à l'est de la ville de Irbit dans l'Ouest de la Sibérie et renommé IMZ. Les usines de Kharkiv et de Leningrad furent délocalisées à Gorkiy sur la périphérie de l'usine GAZ de voiture/camion et renommées GMZ. Pendant la guerre, les motos furent produites à la fois sur le site IMZ et GMZ, cependant, tous les side-cars M-72 et les motos en crédit-Bail ont été produites à Gorkiy. En 1952, 500 moteurs M-72 furent expédiés à partir de l'usine IMZ pour permettre à la KMZ de Kiev en Ukraine de produire leur premier lot de M-72. KMZ produisit des M-72 jusqu'en 1956. Un modèle étroitement lié, la M-72N, a été produit à plus tard.
En 1957, les Soviétiques vendirent les lignes de production de la M-72  à la République populaire de Chine. L'usine IMZ fournit des motos militaire M-72 à la Chine jusqu'au transfert de la ligne de production en 1957 et a continué à lui fournir des pièces jusqu'en 1960. La Production a continué en Chine jusqu'au milieu des années 1980, faisant de la M72 le véhicule ayant la plus longue vie en production, depuis la BMW R 71, en 1938, jusqu'à ce jour avec la Chang Jiang CJ750.

## Conception

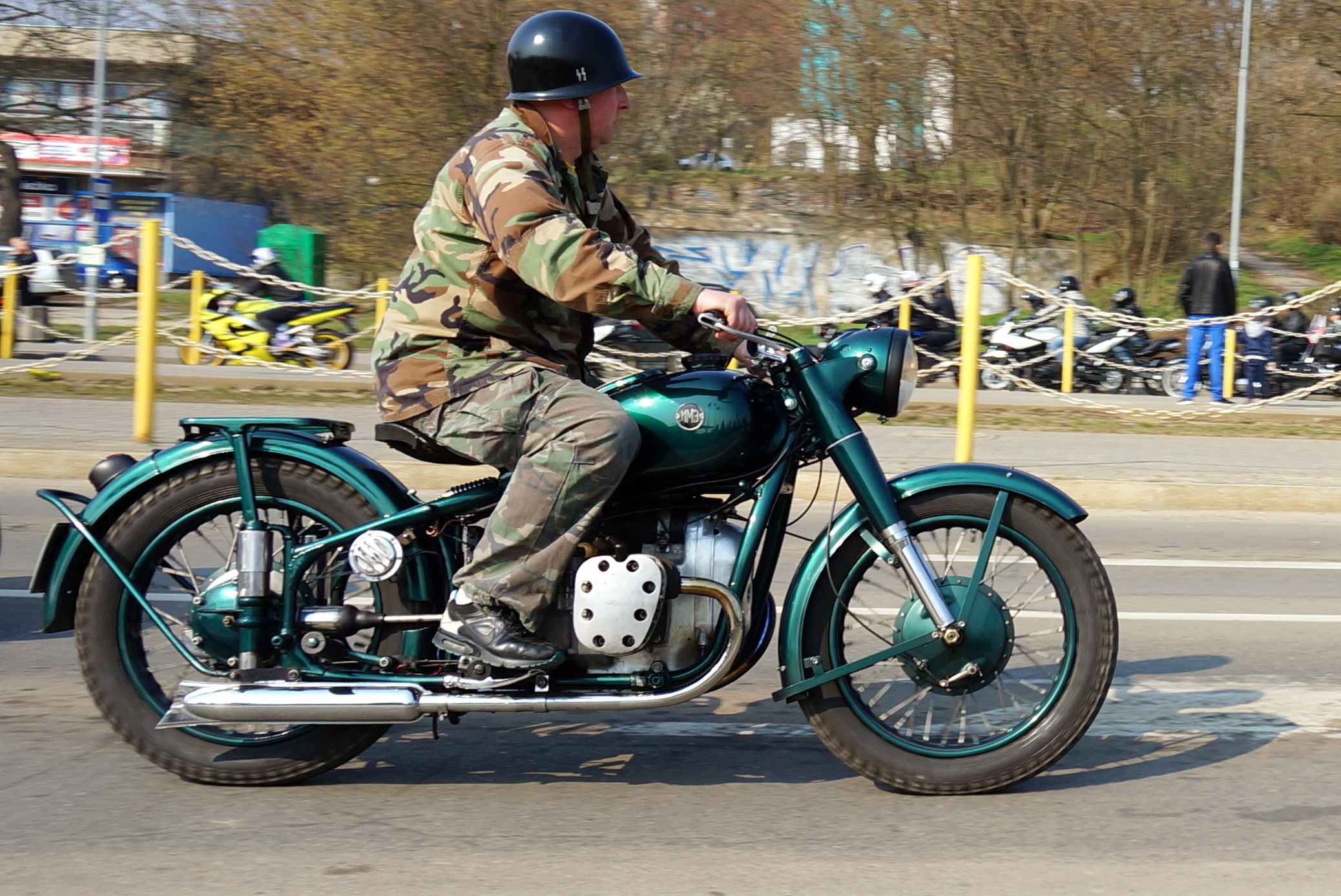
IMZ (M-72)

Les motos M-72 ont été principalement produite avec un side-car attaché, bien que certaines motos solos aient fait quelques apparitions comme moyen d'escorte.
Les M-72 ont été produites à l'usine IMZ d'Irbit à partir de 1942 jusqu'en 1955. Un modèle dérivé, la M-72M, a été produit de 1955 à 1960.
La M-72 est souvent désigné comme « Oural », « Ural » ou « Dnepr ». Ce n'est pas correct, car ce sont des noms de modèles, comme « Camaro »  chez Chevrolet ou « Corolla » chez Toyota, et sont apparus après la fin de la production de la M-72 en Russie. La désignation correcte est tout simplement M-72, si besoin accompagnée du préfixe IMZ pour les modèles produits à Irbit et KMZ pour les modèles produits à Kiev.

## Opérateurs militaires
- Russie Elle a été remplacée ou complétée par le modèle Ural IMZ-8.1037.

## Galerie d'images

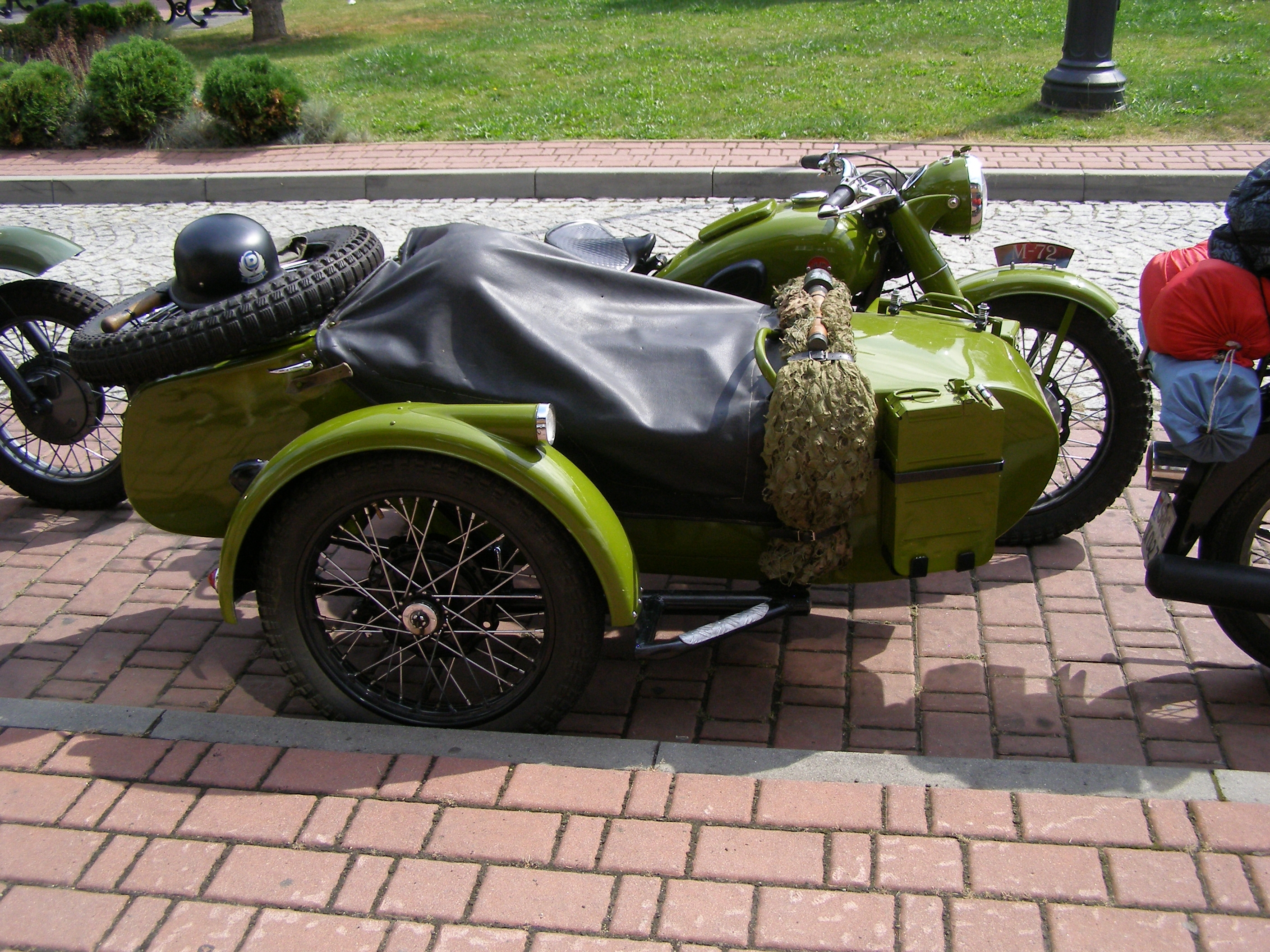
Vue latérale côté side-car de l'IMZ-72
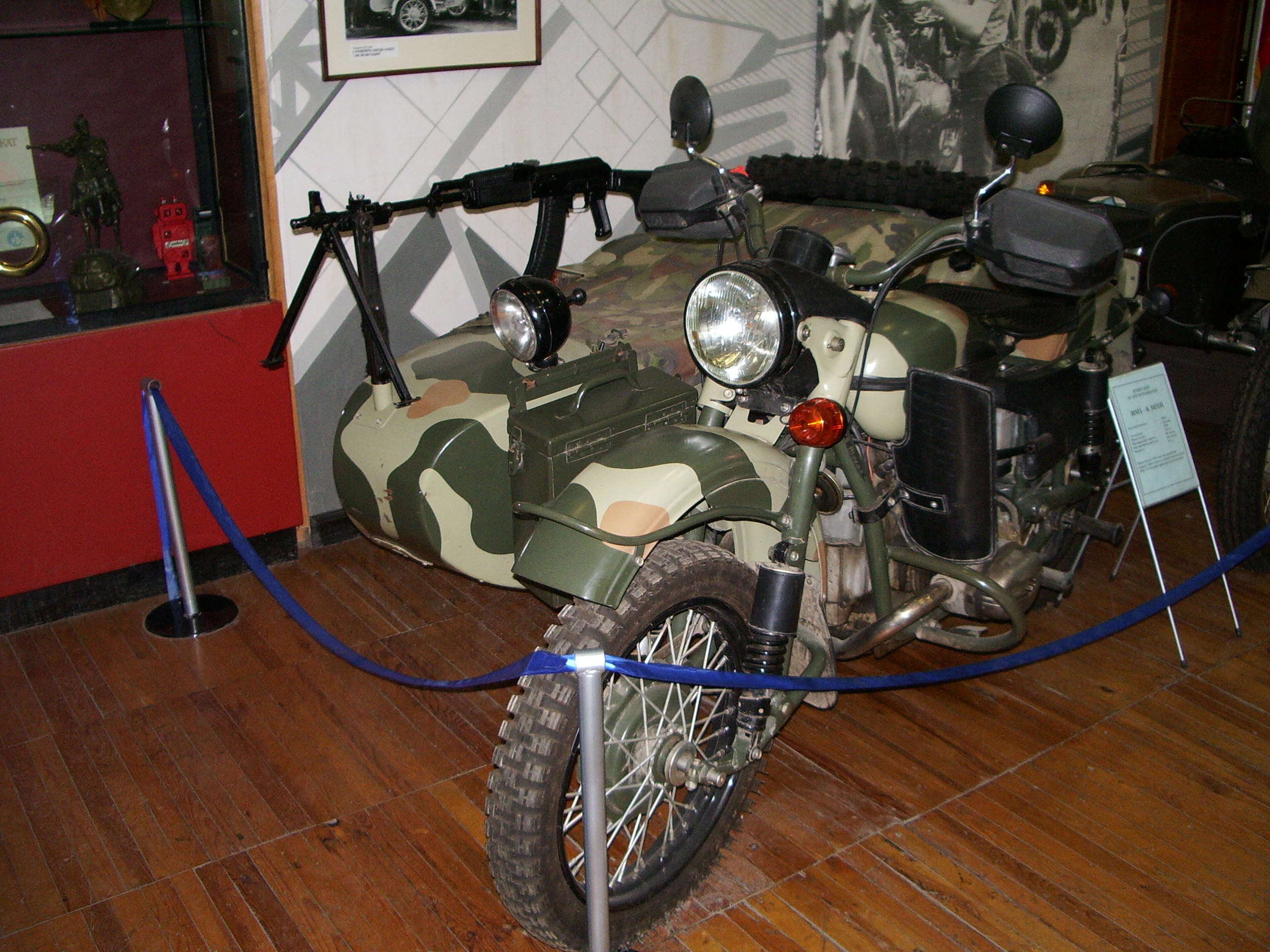
Comparaison avec son successeur, l'IMZ-8 1037, dans un musée russe
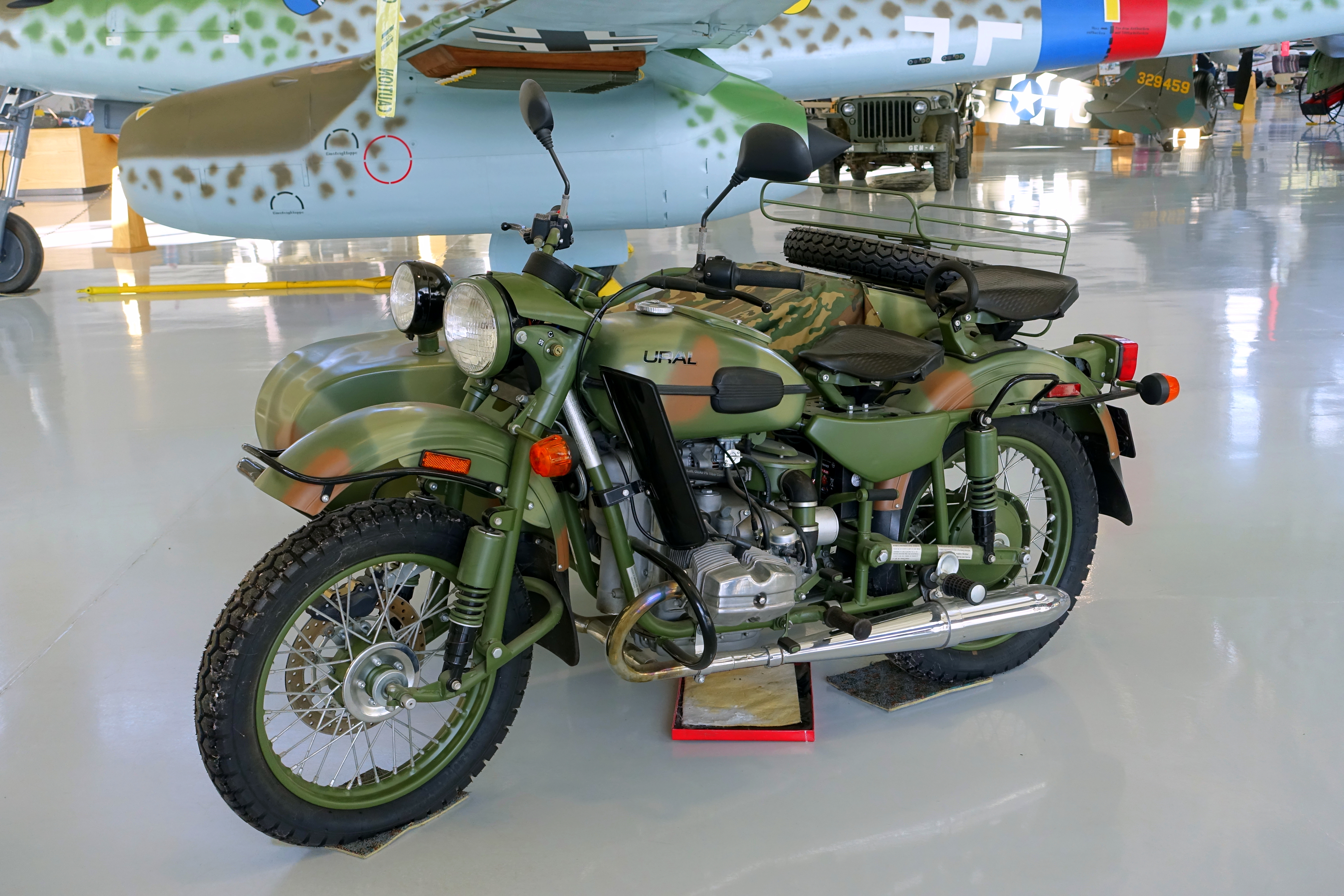
Comparaison avec la version actuelle de l'IMZ-8 1037, dans un musée américain.